# Oliver Clark
Oliver Clark (eigentlich Tom Mardirosian; * 4. Januar 1939 in Buffalo, New York) ist ein US-amerikanischer Schauspieler.
Clark spielte in zahlreichen Fernsehserien vor allem der 1970er und 1980er Jahre Gastrollen; so war er u. a. in Chefarzt Dr. Westphall, The Bob Newhart Show, Golden Girls und M*A*S*H zu sehen. Gelegentliche Kinofilmauftritte sind ebenfalls in seiner Filmografie zu finden. Insgesamt war er von 1964 bis zuletzt 2003 an mehr als 80 Film- und Fernsehproduktionen beteiligt. In den 1980er Jahren probierte er sich bei vereinzelten Folgen mehrerer Serien als Drehbuchautor.

## Filmografie (Auswahl)
- 1968: Heiße Spuren (N.Y.P.D., Fernsehserie, Folge 2x01)
- 1970: Der Weg in den Abgrund (End of the Road)
- 1970: Hercules in New York
- 1970: Der Hausbesitzer (The Landlord)
- 1971: Der verkehrte Sherlock Holmes (They Might Be Giants)
- 1972: Notruf California (Emergency!, Fernsehserie, Folge 2x11)
- 1974–1977: The Bob Newhart Show (Fernsehserie, 9 Folgen)
- 1975: Detektiv Rockford – Anruf genügt (The Rockford Files, Fernsehserie, Folge 1x21 Tod durch Unfall)
- 1975: Cannon (Fernsehserie, 2 Folgen)
- 1975–1982: Barney Miller (Fernsehserie, 6 Folgen)
- 1976: Eine amerikanische Familie (Family, Fernsehserie, Folge 1x02)
- 1976: A Star Is Born
- 1976: Die Bankiers (The Moneychangers, Miniserie)
- 1976–1977: Mary Hartman, Mary Hartman (Fernsehserie, 21 Folgen)
- 1977: Es brennt an allen Ecken (Fire Sale)
- 1977: Ein anderer Mann – eine andere Frau (Another Man, Another Chance)
- 1977–1978: We’ve Got Each Other (Fernsehserie, 13 Folgen)
- 1977/1978: M*A*S*H (Fernsehserie, 2 Folgen)
- 1980: Einmal Scheidung, bitte! (The Last Married Couple in America)
- 1981–1982: The Two of Us (Fernsehserie, 20 Folgen)
- 1982: Hart aber herzlich (Hart to Hart, Fernsehserie, Folge 4x04)
- 1982/1989: Unter der Sonne Kaliforniens (Knots Landing, Fernsehserie, 2 Folgen)
- 1983: Die Zeitreisenden (Voyagers!, Fernsehserie, Folge 1x17)
- 1983: Dr. Detroit (Doctor Detroit)
- 1983/1984: Trapper John, M.D. (Fernsehserie, 2 Folgen)
- 1985: Harrys wundersames Strafgericht (Night Court, Fernsehserie, Folge 2x12)
- 1985: Die Fälle des Harry Fox (Crazy like a Fox, Fernsehserie, Folge 2x01)
- 1985: Unser lautes Heim (Growing Pains, Fernsehserie, Folge 1x11)
- 1985–1987: Chefarzt Dr. Westphall (St. Elsewhere, Fernsehserie, 8 Folgen)
- 1986: Ein Colt für alle Fälle (The Fall Guy, Fernsehserie, Folge 5x15)
- 1987/1988: Mr. Belvedere (Fernsehserie, 2 Folgen)
- 1988: Ernst rettet Weihnachten (Ernest Saves Christmas)
- 1988–1989: California Clan (Santa Barbara, Fernsehserie, 7 Folgen)
- 1989: Golden Girls (The Golden Girls, Fernsehserie, Folge 5x09 Komödie der Irrungen)
- 1989–1990: Alles Okay, Corky? (Life Goes on, Fernsehserie, 3 Folgen)
- 1995: Full House (Fernsehserie, Folge 8x20 Das Auto auf dem Dach)
- 1995–1997: Murder One (Fernsehserie, 3 Folgen)
- 1997: Murder One: Diary of a Serial Killer (Miniserie, 6 Folgen)
- 1999: Mystery Men
- 1999: Verrückt in Alabama (Crazy in Alabama)
- 2000: Walker, Texas Ranger (Fernsehserie, Folge 8x15 Die Superwaffe)
- 2000: Lost Souls – Verlorene Seelen (Lost Souls)
- 2003: Ed – Der Bowling-Anwalt (Ed, Fernsehserie, Folge 3x18)